# Hammam Dhalaa
Hammam Dhalaa est une commune de la wilaya de M'Sila en Algérie.

## Économie
Hammam dalaa accueille une cimenterie Lafarge située à la sortie de Debil en direction de la ville de M'Sila.